# Ліга Малайзія
Ліга Малайзія (малай. Liga Malaysia) — найвища футбольна ліга Малайзії, що була повністю аматорською і існувала з 1982 по 1988 рік, після чого була замінена на Перший дивізіон напівпрофесійної ліги.

## Історія
Малайзійська ліга була заснована в 1982 році і у першому сезоні в турнірі зіграло 16 команд. З 1985 року кількість команд збільшилась до 17. Протягом усього часу існування ліга була повністю аматорською.
Ліга була найвищою лігою Малайзії, аж до того, як у 1989 році був створений Перший дивізіон напівпрофесійної ліги.

## Переможці
Для перегляду списку усіх чемпіонів Малайзії див. статтю Список чемпіонів Малайзії з футболу.
| Рік  | Чемпіон      | 2-е місце    | 3-е місце |
| ---- | ------------ | ------------ | --------- |
| 1982 | Пінанг       | Куала-Лумпур | Селангор  |
| 1983 | Малакка      | Пінанг       | Келантан  |
| 1984 | Селангор     | Паханг       | Пінанг    |
| 1985 | ЛайонзХІІ    | Джохор       | Паханг    |
| 1986 | Куала-Лумпур | Сингапур     | Селангор  |
| 1987 | Паханг       | Куала-Лумпур | ЛайонзХІІ |
| 1988 | Куала-Лумпур | ЛайонзХІІ    | Келантан  |